# Devario malabaricus
Devario malabaricus е вид лъчеперка от семейство Шаранови (Cyprinidae). Видът не е застрашен от изчезване.

## Разпространение
Разпространен е в Индия (Гоа, Карнатака, Керала, Махаращра и Тамил Наду) и Шри Ланка. Внесен е в Колумбия.

## Описание
На дължина достигат до 12 cm.
Популацията на вида е стабилна.